# Kelsi Dahlia
Kelsi Worrell Dahlia (nacida Kelsi Worrell, Voorhees, 15 de julio de 1994) es una deportista estadounidense que compite en natación, especialista en el estilo mariposa.
Participó en los Juegos Olímpicos de Río de Janeiro 2016, obteniendo una medalla de oro en la prueba de 4 × 100 m estilos, y el octavo lugar en 100 m mariposa.
Ganó cinco medallas en el Campeonato Mundial de Natación, en los años 2017 y 2019, dieciséis medallas en el Campeonato Mundial de Natación en Piscina Corta, en los años 2016 y 2018, y tres medallas en el Campeonato Pan-Pacífico de Natación de 2018.

## Palmarés internacional
| Juegos Olímpicos                    | Juegos Olímpicos        | Juegos Olímpicos  | Juegos Olímpicos       |
| Año                                 | Lugar                   | Medalla           | Prueba                 |
| ----------------------------------- | ----------------------- | ----------------- | ---------------------- |
| 2016                                | Río de Janeiro (Brasil) | Medalla de oro    | 4 × 100 m estilos      |
| Campeonato Mundial                  |                         |                   |                        |
| Año                                 | Lugar                   | Medalla           | Prueba                 |
| 2017                                | Budapest (Hungría)      | Medalla de oro    | 4 × 100 m libre        |
| 2017                                | Budapest (Hungría)      | Medalla de oro    | 4 × 100 m estilos      |
| 2017                                | Budapest (Hungría)      | Medalla de bronce | 100 m mariposa         |
| 2019                                | Gwangju (Corea del Sur) | Medalla de oro    | 4 × 100 m estilos      |
| 2019                                | Gwangju (Corea del Sur) | Medalla de plata  | 4 × 100 m libre        |
| Campeonato Mundial en Piscina Corta |                         |                   |                        |
| Año                                 | Lugar                   | Medalla           | Prueba                 |
| 2016                                | Windsor (Canadá)        | Medalla de oro    | 4 × 100 m libre        |
| 2016                                | Windsor (Canadá)        | Medalla de oro    | 4 × 50 m estilos       |
| 2016                                | Windsor (Canadá)        | Medalla de oro    | 4 × 100 m estilos      |
| 2016                                | Windsor (Canadá)        | Medalla de oro    | 4 × 50 m estilos mixto |
| 2016                                | Windsor (Canadá)        | Medalla de plata  | 50 m mariposa          |
| 2016                                | Windsor (Canadá)        | Medalla de plata  | 100 m mariposa         |
| 2016                                | Windsor (Canadá)        | Medalla de plata  | 200 m mariposa         |
| 2018                                | Hangzhou (China)        | Medalla de oro    | 100 m mariposa         |
| 2018                                | Hangzhou (China)        | Medalla de oro    | 4 × 50 m libre         |
| 2018                                | Hangzhou (China)        | Medalla de oro    | 4 × 100 m libre        |
| 2018                                | Hangzhou (China)        | Medalla de oro    | 4 × 50 m estilos       |
| 2018                                | Hangzhou (China)        | Medalla de oro    | 4 × 100 m estilos      |
| 2018                                | Hangzhou (China)        | Medalla de oro    | 4 × 50 m libre mixto   |
| 2018                                | Hangzhou (China)        | Medalla de oro    | 4 × 50 m estilos mixto |
| 2018                                | Hangzhou (China)        | Medalla de plata  | 200 m mariposa         |
| 2018                                | Hangzhou (China)        | Medalla de bronce | 50 m mariposa          |
| Campeonato Pan-Pacífico             |                         |                   |                        |
| Año                                 | Lugar                   | Medalla           | Prueba                 |
| 2018                                | Tokio (Japón)           | Medalla de plata  | 100 m mariposa         |
| 2018                                | Tokio (Japón)           | Medalla de plata  | 4 × 100 m libre        |
| 2018                                | Tokio (Japón)           | Medalla de plata  | 4 × 100 m estilos      |